# Besaia zoe
Besaia zoe är en fjärilsart som beskrevs av Alexander Schintlmeister 1997. Besaia zoe ingår i släktet Besaia och familjen tandspinnare. Inga underarter finns listade i Catalogue of Life.